# 곤차우응아우호
곤차우응아우호(광둥어: 干炒牛河) 또는 간차오뉴허(중국어: 干炒牛河)는 중국 광둥성 음식이다. 소고기와 쌀국수에 부추, 숙주, 양파, 소금, 다진 파 ,간장, 설탕, 기름을 넣고 볶은 광둥식 소고기 볶음면이다.

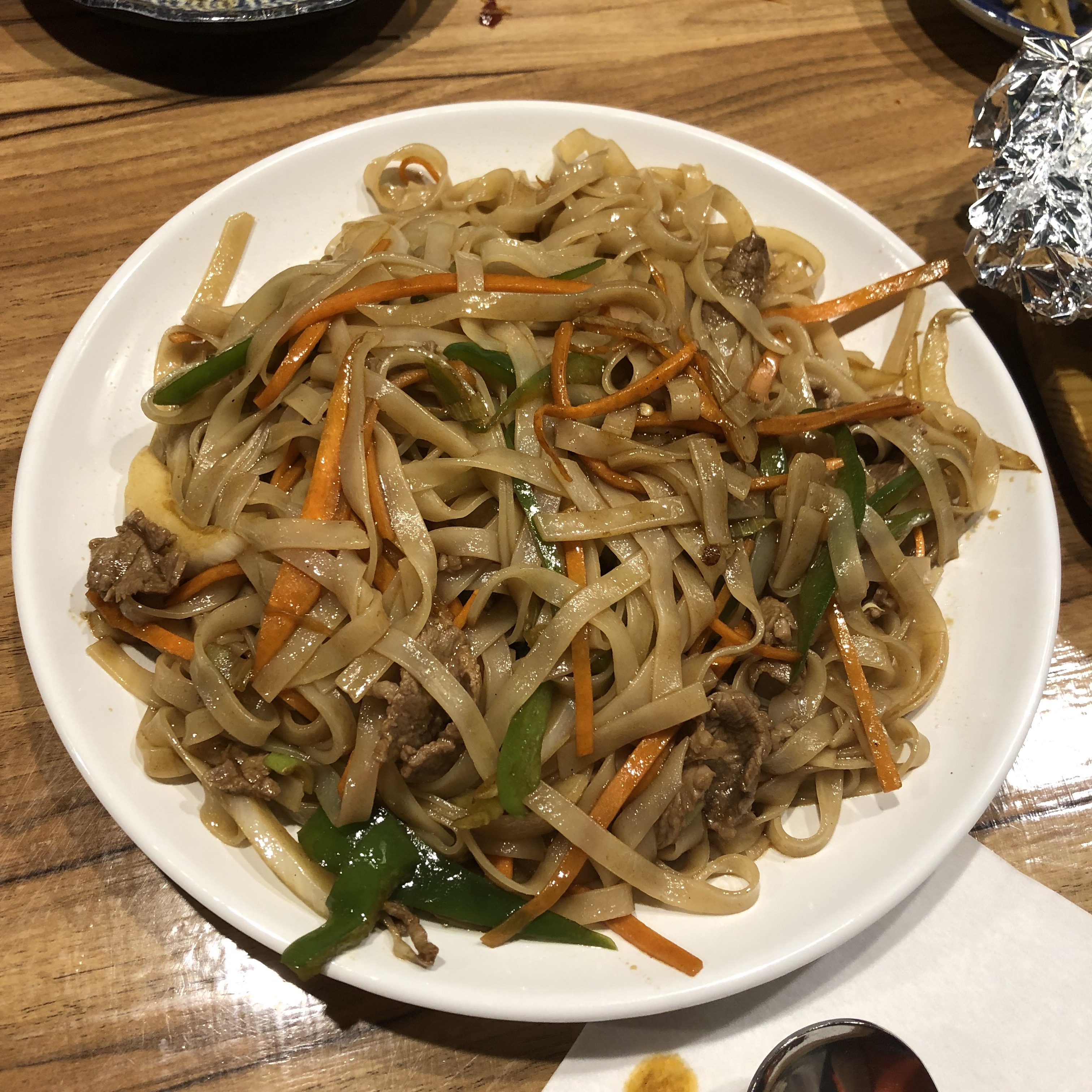
곤차우응아우호

## 재료

### 주재료
쌀국수(400g), 숙주(100g), 부추(50g), 쇠고기(80g), 적양파(30g), 묵은생강(10g)

### 부재료
간장, 소금, 설탕, 기름, 녹말가루(10g)

## 조리 방법
1. 쌀국수를 뜨거운 물에 5분정도 담가둔 후 면이 부드러워지면 차가운 물에 30분 담가둔다.
2. 쇠고기는 0.3cm 두께로 썰어낸 후 녹말가루와 소금을 섞은 간장에 30분 동안 재워둔다.
3. 숙주나물은 끝부분을 잘라 깨끗이 씻어둔다.
4. 적양파는 껍질을 벗긴 후 채썬다.
5. 부추는 깨끗이 씻은 후 물기를 완전히 제거한 뒤 썰어둔다.
6. 센 불에서 가열한 팬에 기름을 두른 후 중간 불에서 쇠고기를 볶아낸다.
7. 다시 달군 팬에 기름을 두르고 양파를 넣어 양파기름을 만든다.
8. 양파기름에 쌀국수면을 넣고 2분간 볶은 후 쇠고기와 설탕, 소금, 간장을 넣어가며 간을 맞춘다.
9. 콩나물과 부추를 넣고 1분간 볶아낸다.

## 같이 보기
- 차오몐
- 차 퀘티아우
- 팟 시이우
- 퍼 싸오